# 1001 아라비안 나이트
《1001 아라비안 나이트》(영어: 1001 Arabian Nights)는 미국에서 제작된 잭 키니 감독의 1959년 애니메이션, 판타지 영화이다. 짐 바쿠 등이 주연으로 출연하였다.

## 출연

### 주연
- 짐 바쿠
- 캐서린 그랜트
- 두아인 히크먼
- 한스 콘리드
- 허쉘 버나디
- 앨런 리드
- 도스 버틀러